# Теодорих Велики
Вижте пояснителната страница за други личности с името Теодорих.
Теодорих Велики (на латински: Flavius Theodoricus Rex; Theoderich; на гръцки: Θευδέριχος; * ок. 454, близо до Балатонското езеро, Панония; † 30 август 526, Равена, Италия) от рода на Амалите, е крал на остготите (474 – 526), консул на Римската империя (484), патриций, крал на Италия (493 – 526), крал на вестготите (511 – 526).
Теодорих се счита за един от най-големите владетели в световната история. Неговото двустранно възпитание – германски произход и византийско възпитание, се проявява в опита му за мирно съвместно съществуване между римляни и готи. Той е и една от най-важните личности от времето на Великото преселение на народите, за кратко е крал на вестготите след победата му над Одоакър от Италия.

## Произход и ранни години
Теодорих е най-младият от тримата синове на остготския крал Тиудимир († 474) и неговата конкубина Ерелиева Овзебия († 500). Неговото име на готски е Þiuda-reiks – „на народа крал“.
От осемгодишна възраст Теодорих прекарва почти десет години (от ок. 462 до 469) като заложник в двора на източноримския император Лъв I, където получава познания в римската практика на управление и начин на живот. За младежките години на Теодорих има добри сведения само във фрагментно останалото историческо произведение на Malchus от Philadelphia.
През 469 г. се връща в Панония. През 471 г., начело на шестхилядна войска, започва от Панония грабителски походи във византийските провинции на Балканите. През 473 г. Теодорих и баща му Тиудимир напускат Панония и създават свое царство в Македония, където Тиудимир умира през 474 г.

## Управление
Теодорих Велики наследява баща си на трона.
През 476 г. император Зенон му предоставя областта Систово (Sistowo, Нове, Свищов) и му дава титлата императорски magister militum praesentalis.
През 478 г. Теодорих се съюзява и заедно с Теодорих Страбон (Theoderich Strabo) предприема поход срещу Далмация, Македония и Тракия. Страбон обаче отива отново при византийците, a Теодорих, стигнал до околността на Константинопол, е разбит от византийските войски. Оттегля се в Епир, опустошвайки Тракия и Македония, но вече е останал само с 6000 воини и е принуден да започне преговори.
В 479 г. управителят на Воден магистър Сабиниан Велики с командваната от него войска от българи и римляни разбива отряда от войската му, командван от брат му Теодимунд, в който са майката и сестрата на краля. Само това, че изоставя воините си на произвола на съдбата и дори разрушава спасителният за тях мост, позволява на Теодимунд с майка си да не падне в плен, но войната продължава и по-късно той все пак е убит. Сабиниан убеждава императора да не сключва мир, получава значителни подкрепления и разгромът на краля е неизбежен, но магистърът става жертва на интрига и е убит с измама от императора в 481 г.
След смъртта на Сабиниан и на Страбон в 481 г. се сключва мирен договор между Зенон и Теодорих. Теодорих получава по-голяма заселническа територия в Долна Мизия и Крайбрежна Дакия (Moesia II и Dacia Ripensis) и е обявен през 484 г. за консул заедно с Деций Марий Венанций Василий.
При въстанието на Ил (484 г.) води заедно с Йоан Скита (Johannes dem Skythen) войските на Зенон в Исаврия (Isaurien), в Мала Азия.
През 485 г. Теодорих разбива по нареждане на византийския император навлезлите на Долен Дунав българи.
След ново влошаване на отношенията му със Зенон, Теодорих предприема отново поход срещу Византия. През лятото на 487 г. стига близо до столицата, но се отдръпва обратно в Нове (Novae, до Свищов), след като Зенон му възлага експедиция против Италия. Император Зенон изпраща Теодорих 488 г. с войска срещу скирите (източногерманско племе) на Одоакър в Италия. През есента на 488 г. Теодорих тръгва от Нове със стохилядна войска и техните фамилии за Италия. През пролетта на 489 г. пристига в Аквилея, през август побеждава Одоакър при Гориция. Той преследва бягащите войски на Одоакър до Верона и завладява Милано и други италиански градове. Към 491 г. контролира по-голямата част от страната. На 10 юли същата година разбива войските на Одоакър. След двугодишна обсада на Равена, не успявайки да я превземе и след „гарвановата битка“ през 493 г., на 25 февруари сключва мирен договор с Одоакър, който е крал на Италия („rex italiae“), (по съвет на епископ Йоханес от Равена), според който двамата съвместно владеят столицата Равена и заедно управляват Италия. На 5 март 493 г. влиза в Равена, но след 10 дена по време на мирен банкет в Palast Lauretum на 15 март 493 Теодорих лично убива Одоакър и става единствен господар на Италия.
През 493 г. Теодорих се жени за Аудофледа, дъщеря на Хилдерих I.
През 497 г. император Анастасий I признава Теодорих за крал на готите и императорски регент в Италия. Неговото царство освен Италия обхваща Далмация, Норик, Реция и части от Панония.
- Царството на Теодорих Велики, 
508 сл. Хр.
- Разпространение на властта на Теодорих и на вестготите

През 515 г. Теодорих жени дъщеря си Амалазунта за вестгота Еутарих (Eutharicus), когото определя за свой наследник.
Пример за правната практика на Теодорих е така нареченият Edictum Theoderici (512 г.)
В църковните дела арианинът Теодорих толерира католиците. След смъртта на папа Йоан I (18 май 526), с когото се скарал, Теодорих поставя с помощта на канцлера си Касиодор приятел на готите папа Феликс IV.
Теодорих умира на 30 август 526 г. в Равена и е погребан в построения от него мавзолей. Наследник става малолетният му внук Аталарих, чиято майка Амалазунта, дъщеря на Теодорих Велики, води управлението. Аталарих умира през 534 г. Император Юстиниан I завоюва Остготското царство чрез военачалниците си Велизарий и Нарсес (от 535 до 552 г.).

## Семейство
Първи брак: в Мизия с неизвестна жена, от която има две дъщери:
- Теудигота (Theudigota, Thiudigoto), родена в Мизия, омъжена за краля на вестготите Аларих II
- Острогота (Ostrogota, Ostrogotho, Ariagne), родена в Мизия, омъжена за Сигизмунд, крал на бургундител; имат дъщеря:
  - Суавегота, омъжена за Теодорих I, крал на франките

Втори брак: с Аудофледа, дъщеря на Хилдерих I, крал на франките; имат една дъщеря, наследница:
- Амалазунта (Amalasuntha, Amalasuintha), омъжена за вестгота Еутарих‎ (Eutharicus), определен от Теодорих за наследник; имат син:
  - Аталарих, наследник.

## В литературата
- Теодорих се смята за Дитрих фон Берн от „Песен за Нибелунгите“ (Nibelungensage).

## Издания и преводи
- Ludwig Janus: Briefe des Ostgotenkönigs Theoderich der Große und seiner Nachfolger. Aus den „Variae“ des Cassiodor. Eingeleitet, übersetzt und kommentiert von Peter Dinzelbacher. Mattes, Heidelberg 2010, ISBN 978-3-86809-033-8.
- Ingemar König: Aus der Zeit Theoderichs des Großen. Einleitung, Text, Übersetzung und Kommentar einer anonymen Quelle (= Texte zur Forschung. Bd. 69). Wissenschaftliche Buchgesellschaft, Darmstadt 1997, ISBN 3-534-13277-7 (Anonymus Valesianus II).